# بايرون روس
بايرون روس (بالإنجليزية: Byron Ross)‏ هو لاعب كرة القدم الكندية أمريكي، ولد في 19 فبراير 1985 في ايندبندنس في الولايات المتحدة.